# Johanneskirche (Schwaigern)

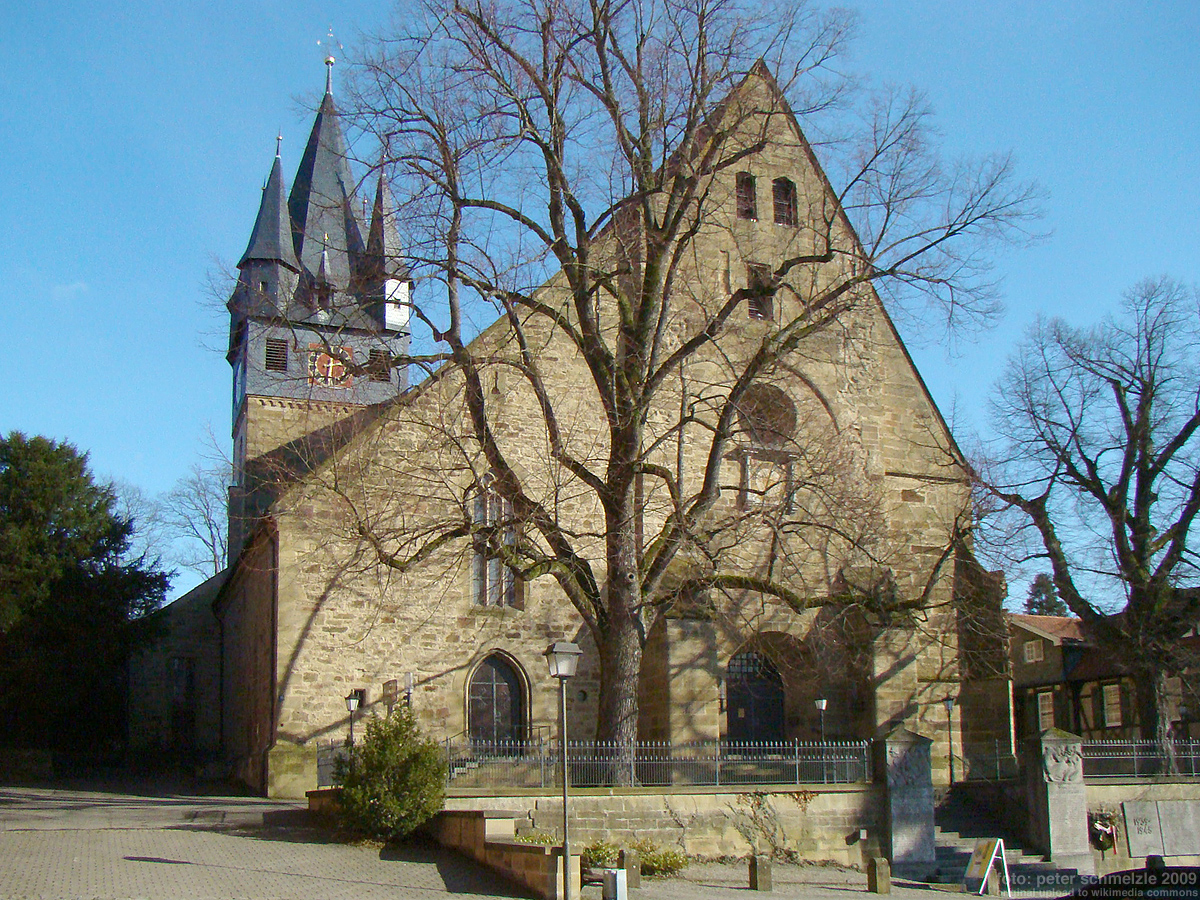
Stadtkirche in Schwaigern

Die Johanneskirche in Schwaigern im Landkreis Heilbronn im nördlichen Baden-Württemberg ist eine evangelische Pfarrkirche. Das Gebäude geht auf einen Bau aus dem 13. Jahrhundert zurück und wurde im 16. Jahrhundert zu seiner heutigen Gestalt erweitert. Der bedeutendste Kunstschatz der Kirche ist der 1510 entstandene Barbara-Altar von Jerg Ratgeb, außerdem sind in der Kirche weitere historische Altäre sowie Grabplatten und Epitaphe der Herren und Grafen von Neipperg aufgestellt.

## Geschichte
Die Stadtkirche befindet sich in unmittelbarer Nachbarschaft zum Schloss Schwaigern in der Stadtmitte von Schwaigern. Die Stadtgründung geht vermutlich auf die Anlage eines Herrenhofs im 7. Jahrhundert zurück, der sich an der Stelle des heutigen Schlosses befand und dessen zugehörige Kirche wohl die Stelle der heutigen Stadtkirche einnahm. Über die tragende Stellung von Klöstern und Bischöfen in der fränkischen Ausbauzeit gilt das Vorhandensein einer frühen Kapelle oder Kirche an jenem Ort für sicher, auch wenn keine baulichen Befunde oder schriftlichen Quellen dazu vorliegen. Mit dem Ausbau des Herrensitzes zur Burg und der allmählichen Befestigung des Ortes im 13. Jahrhundert wurde um 1200 eine romanische Kirche mit mächtigem Chorturm erbaut. Von dieser Johannes dem Täufer geweihten Kirche stammen die ältesten erhaltenen Teile der heutigen Kirche: der Turmsockel und Teile des nördlichen Seitenschiffs.
Erstmals urkundlich erwähnt wurde die Kirche im Jahr 1366. Sie zählte zum Archidiakonat Wimpfen des Bistums Worms. Schwaigern gewann mit der Erhebung zur Stadt und als Sitz der Herren von Neipperg eine gewisse Zentralfunktion auch in kirchlichen Dingen, so dass die Stadt Sitz eines 36 Gemeinden umfassenden Landkapitels wurde. Als Sitz des Erzpriesters und vieler Pfründner befanden sich in der Kirche ursprünglich zahlreiche Altäre (1496 werden zehn Altäre genannt), und es waren zeitweise bis zu fünf Kapläne beschäftigt.

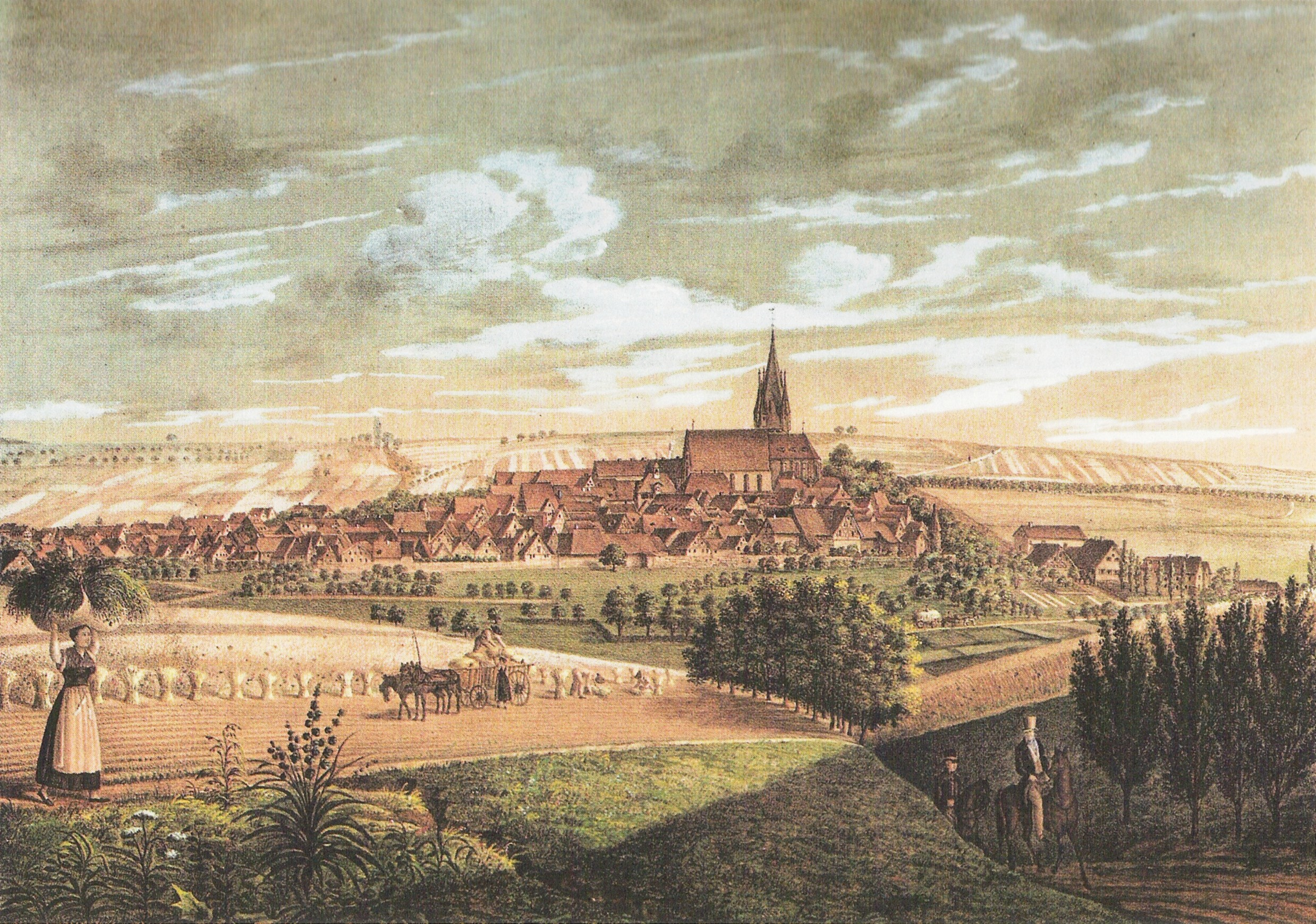
Die Stadtkirche als überragendes Bauwerk der Stadt, Ansicht Schwaigerns von 1840

Unter Georg Wilhelm von Neipperg wurde die Kirche von 1514 bis 1520 im Stil der Gotik bedeutend vergrößert. Vom Umbau kündet die außen am südwestlichen Eckpfeiler der Kirche befindliche lateinische Bauinschrift. Diese lautet übersetzt: Im Jahr des Herrn 1514 unter der Regierung des römischen Kaisers Maximilian Pius Felix Augustus haben zum Lob und zur Ehre der seligsten Jungfrau Maria und ihrer über alles gesegneten Mutter Anna sowie auch des heiligen Täufers Johannes die edlen Männer des berühmten und waffengeübten Geschlechts der Neipperg mit den Untertanen und Einwohnern dieses Städtchens dieses Gebäude zu ihrem und der Ihrigen Ruhm und ihren Nachkommen große Verdienste erwerbend durch Baumeister Bernhard Sporer erbauen lassen. Baumeister Bernhard Sporer erweiterte das alte Langhaus nach Süden um das größere heutige Hauptschiff und den südlich an den Turm angebauten, nach Osten verlängerten Chor.
Die Herren von Neipperg, die bis auf eine kurze Unterbrechung im 14. Jahrhundert seit Anbeginn der Aufzeichnungen das Kirchenpatronat besaßen und auch ihre Grablege in der Kirche hatten, waren überwiegend reformatorisch gesinnt und führten im 16. Jahrhundert die Reformation in ihren Gebieten durch. Der erste evangelische Prediger der Kirche war vermutlich um 1525 Bernhard Wurzelmann. Dessen Vertreter Ulrich Schweicker könnte möglicherweise der nicht sicher zu identifizierende Ulricus Vuissacensis Suigerus sein, der das Syngramma Suevicum mitunterzeichnet hat.
Die Grafen von Neipperg behielten, auch noch nachdem sie im 18. Jahrhundert katholisch geworden waren, das Patronatsrecht über die evangelischen Pfarrer, bevor Wilhelm Reinhard von Neipperg mit einer Kirchenordnung von 1753 die Besetzung der Pfarrstelle auf ein bürgerliches Gremium übertrug.
1856 spendete Prinzessin Marie von Württemberg, die Gattin des Alfred von Neipperg, eine hohe Summe für eine größere Renovierung, bei der man u. a. die Orgel von vor dem Chor auf die Empore versetzte und den Boden des Chors neu richtete. Die ansonsten über Jahrhunderte nahezu unveränderten Baulichkeiten der Kirche wurden erst im 20. Jahrhundert erheblich verändert. 1910 fand ein umfangreicher Umbau statt, bei dem Heizung und Beleuchtung eingebaut, Durchgänge zwischen den südlichen Seitenkapellen geschaffen und die Bestuhlung verändert wurden. Die Sitzgelegenheiten waren einst rings um die Steinkanzel an einem der Mittelpfeiler angeordnet. Durch die Aufstellung von zum Chor gerichteten Bankreihen 1910 wurde die Aufstellung einer von allen Besuchern zu sehenden neuen hölzernen Kanzel an einem vorderen Seitenpfeiler nötig. 1962 renovierte man den Chor, und in den 1990er Jahren wurden der Turm neu eingedeckt, viele Fenster erneuert und die Außenfassade aufgefrischt.
In den Jahren um 2010 schlossen sich weitere umfassende Renovierungen an, wobei insbesondere das Kircheninnere heller gestaltet und die in der Kirche aufbewahrten Kunstschätze neu angeordnet wurden.

## Beschreibung

### Architektur

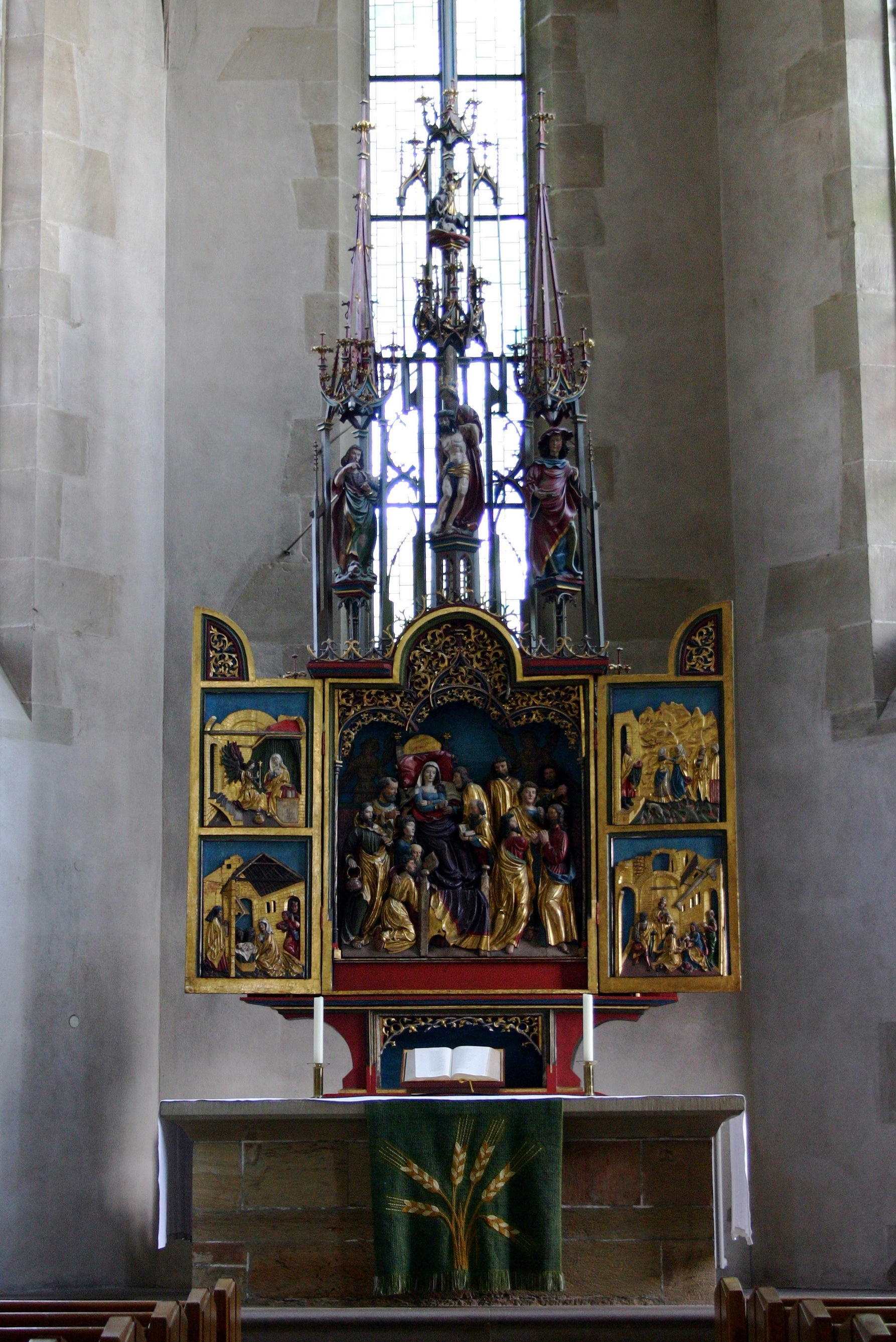
Marienaltar im Chor

Die Kirche ist im Wesentlichen eine zweischiffige Hallenkirche aus der Zeit der späten Gotik. Der Zugang zur Kirche erfolgt durch das Hauptportal im Westgiebel in das etwa 30 Meter lange Hauptschiff. Eine im Westen des Innenraums eingezogene steinerne Empore, auf der sich die Orgel befindet, schafft eine Art Vorhalle. Das Hauptschiff ist durch in den Innenraum hineingezogene Stützpfeiler in fünf Joche unterteilt. Nach Norden sind die Seitenpfeiler mit Arkadenbögen verbunden und teilen das Hauptschiff vom nördlichen Seitenschiff ab, das noch auf das Langhaus der romanischen Kirche des 13. Jahrhunderts zurückgeht. Die Nischen zwischen den südlichen Stützpfeilern bilden jeweils Seitenkapellen aus und deuten damit ein südliches Seitenschiff an, wodurch die Kirche den Eindruck einer dreischiffigen Basilika gewinnt. Die Gesamtbreite der Schiffe beträgt etwa 22,5 Meter. Das nördliche Seitenschiff öffnet sich nach Osten hin zum mit etwa 8 × 8 Metern Grundfläche nahezu quadratischen Turmsockel, der bis zur Erweiterung der Kirche als Turmchor gedient hat. Vom Hauptschiff aus öffnet sich nach Osten der etwa 20 Meter lange und bis zu 13 Meter breite Chor, der in vier Joche unterteilt ist und mit einem Dreiachtelschluss endet. An Süd- und Nordseite des Chors und in die Nordwand sind weitere Seitenkapellen angebaut, darunter im Norden die Marschallkapelle mit besonders schmuckvollem Maßwerkfenster.
Bis auf das flachgedeckte nördliche Seitenschiff und das Kreuzgewölbe im alten Turmchor sind die einzelnen Joche jeweils mit Netzgewölbe überspannt. Im Hauptschiff und im Chor sind zahlreiche mit Wappen und Heiligengestalten versehene Schlusssteine im Gewölbe zu sehen, die Gewölbe der Seitenkapellen sind zumeist mit schmuckvollen Wappensternen ausgeführt. Die Gewölbesockel des Hauptschiffs tragen insgesamt zwölf Apostel-Halbbüsten.
Künstlerisch bedeutende Steinmetzarbeiten in der Kirche sind außerdem das Sakramentshaus in der Nordostecke des Chors, das von einem mehrere Meter hoch aufragenden, mit Figuren und Maßwerk ausgeschmückten Baldachin bekrönt wird, und die steinerne Kanzel mit ihrem kleinen achteckigen Baldachin. Kanzel und Sakramentshaus stammen aus der Zeit der Kirchenerweiterung um 1515. Das Sakramentshaus wurde 1520 von Hans Reich gestiftet und trägt das Steinmetzzeichen von Kirchenbaumeister Sporer.

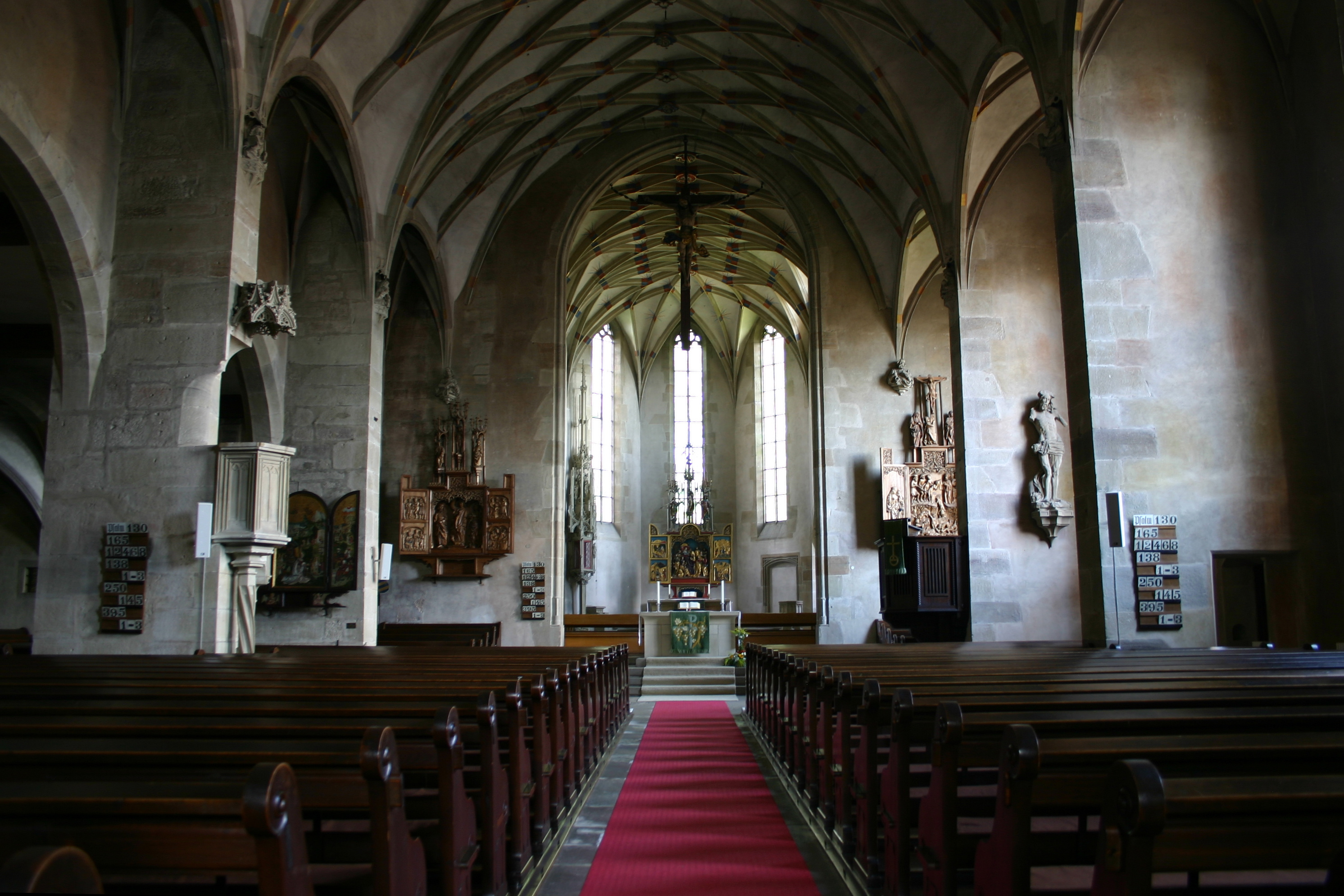
Blick durch das Hauptschiff zum Chor
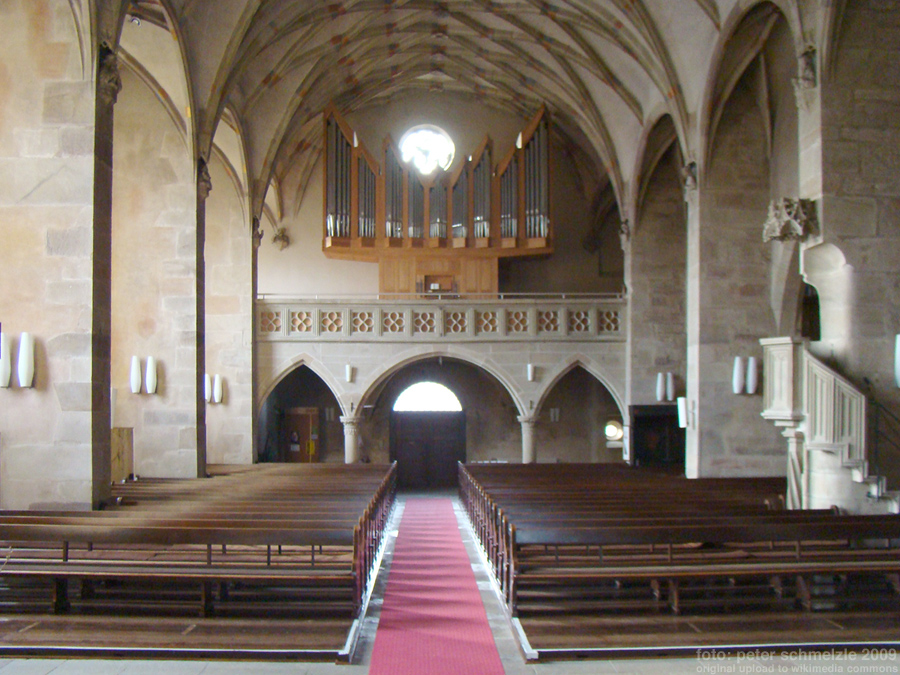
Blick vom Chor zur Westempore

### Altäre

#### Barbara-Altar

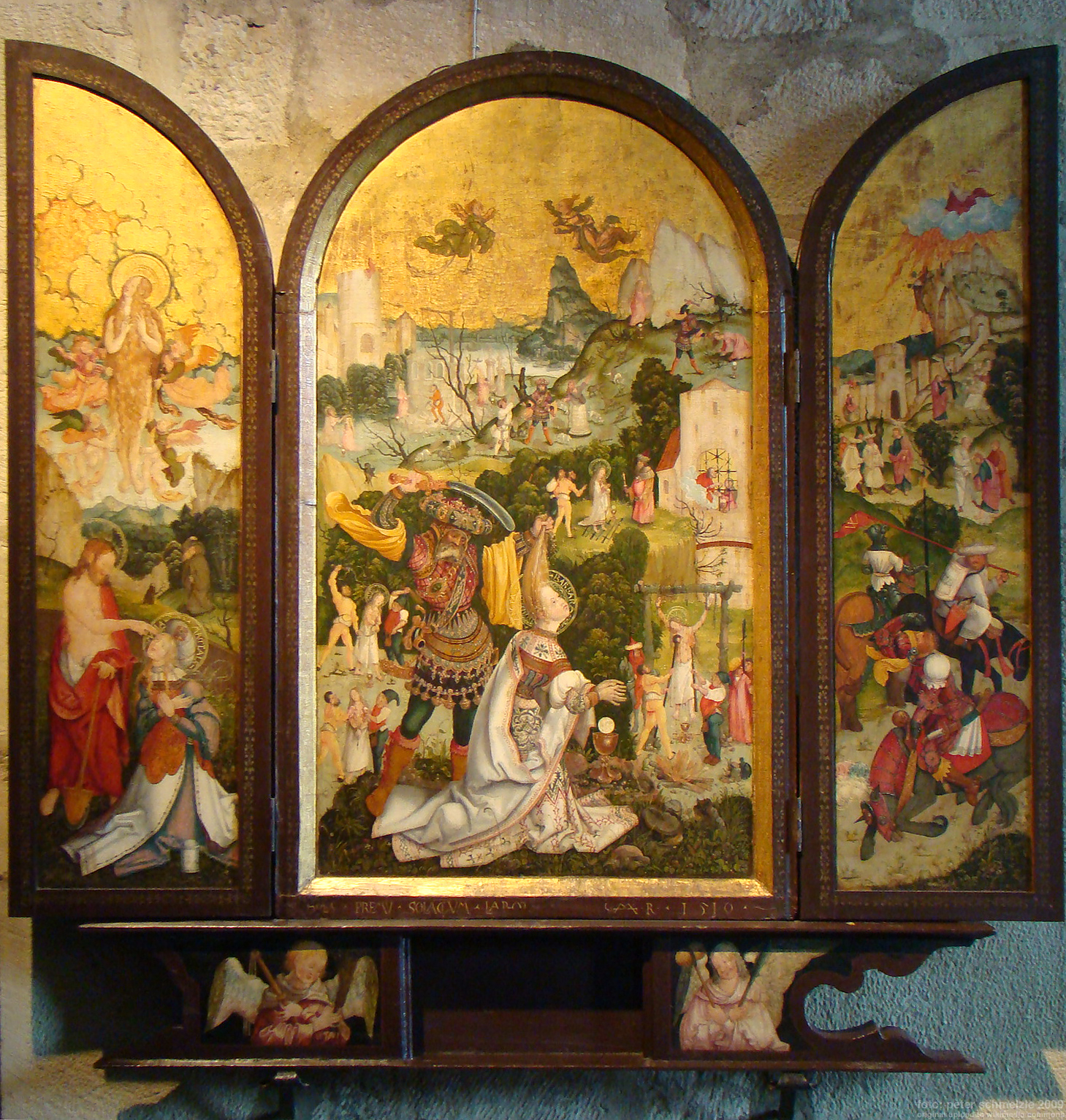
Barbara-Altar von Jerg Ratgeb

Der Barbara-Altar wurde 1510 von Georg Wilhelm von Neipperg beim Maler Jerg Ratgeb in Auftrag gegeben. Der Altar ist als Triptychon mit beidseitig bemalten Flügeln gestaltet und zeigt in elf Szenen das Leben und das Martyrium der Heiligen Barbara. Im Ablauf der Geschichte werden die dargestellten Personen immer größer. Die Enthauptung Barbaras durch ihren Vater Dioskuros ist schließlich die Hauptszene des Altars im unteren Bereich des Mittelbildes. Auf dem linken Flügel ist im Vordergrund Jesus mit Maria Magdalena zu sehen, der rechte Flügel zeigt Szenen aus dem Leben des Apostels Paulus. Hauptszene des rechten Flügels ist die Bekehrung des Apostels, der sich auf einem zusammenbrechenden Pferd Christus zuwendet, während seine Begleiter ihren Weg fortsetzen. Auf den Außenseiten der Altarflügel ist der Abschied der Apostel dargestellt. Die Predella zeigt zwei Engel mit Marterwerkzeugen und hat asymmetrisch ausgesägte Seiten sowie eine kleine Mittelnische.
Die Mitteltafel ist 168 cm hoch und 98 cm breit. Die Flügel sind jeweils 168 cm hoch und 49 cm breit. Der Altar ist am unteren Rahmen des Mittelbildes mit der Beschriftung SPES PREMII SOLACIUM LABO IMR 1510 versehen. Der lateinische Spruch bedeutet: Die Hoffnung auf Anerkennung ist der Trost der Arbeit. Das Signet IMR ist das des Malers Jerg Ratgeb, 1510 ist das Jahr der Entstehung. Der Altar ist vermutlich in Heilbronn entstanden und war bis 1910 in der zweiten Seitenkapelle neben den Grabmälern von Ludwig und Anna von Neipperg aufgehängt. Der Altar wurde 1950 und nach Schädlingsbefall 1971 erneut restauriert.

#### Marienaltar

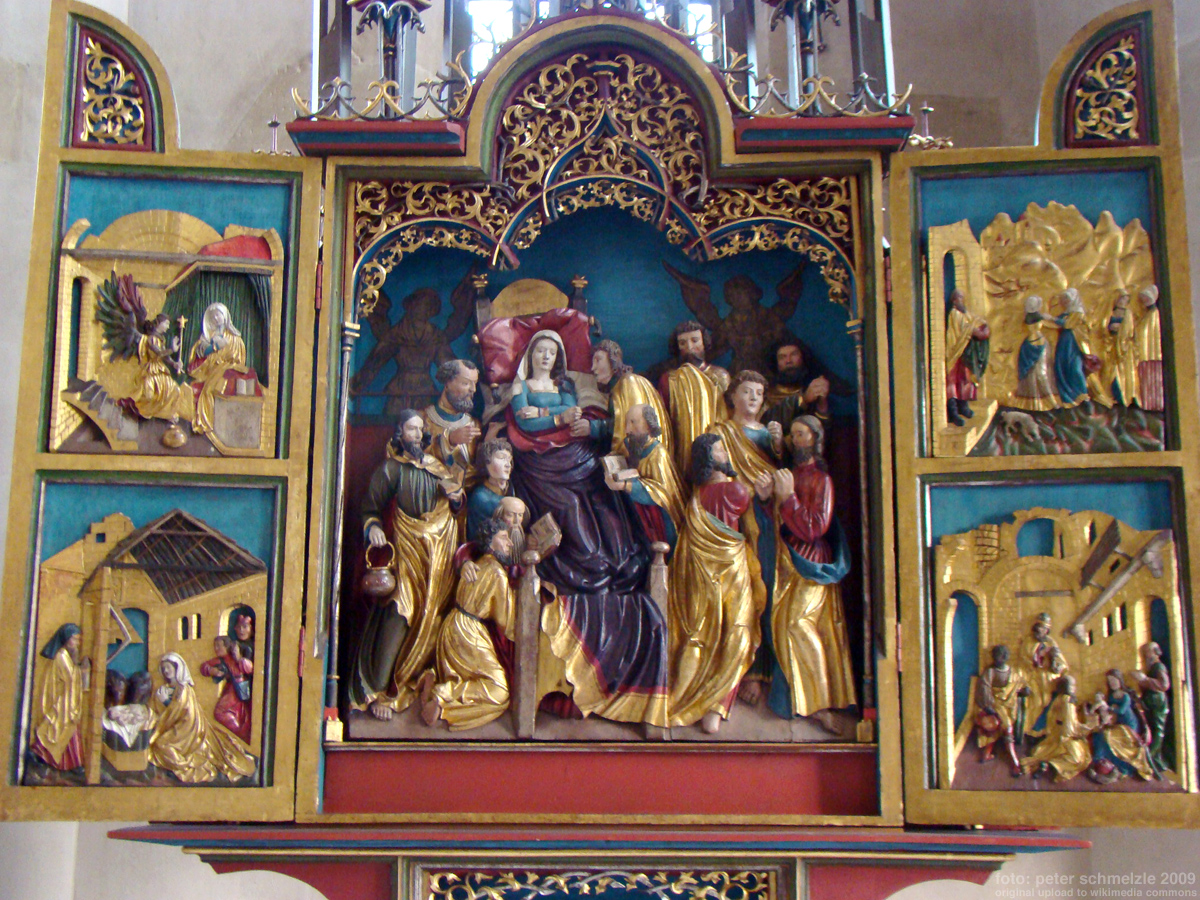
Schrein des Marienaltars

Der Marienaltar im Chor ist aus Lindenholz als Triptychon gefertigt. Der insgesamt über acht Meter hohe Altar zeigt im Mittelbild als farbig gefasstes Hochrelief die sterbende Maria umgeben von Jüngern. Die Altarflügel zeigen farbig gefasste Reliefs mit Szenen aus dem Marienleben: Verkündigung, Heimsuchung, Geburt Jesu und Anbetung der Könige. Die bemalten Außenseiten der Flügel weisen jeweils zwei Bildfelder mit je zwei Heiligendarstellungen auf, nämlich Georg und Ursula, Katharina und Quirinus, Florian und Christophorus sowie Johannes und einen mangels Attributen nicht näher identifizierbaren Bischof. Auf den Standflügeln sind als Halbrelief gearbeitete, farbig gefasste Figuren von Barbara und Margarete zu sehen. Der Schrein hat eine Höhe von 1,74 Meter und eine Breite von 1,53 Meter. Im 5,75 Meter hohen Gesprenge des Altars sind vollplastische Standfiguren eines Gnadenstuhls sowie zweier Heiliger unter hoch aufragenden Fialen aufgestellt.
Die Motive des Altars gehen u. a. wohl auf einen Stich von Martin Schongauer (Marientod) sowie auf Albrecht Dürers Marienleben zurück. Bei der Ausführung der Schnitzerei lassen sich verschiedene Hände unterscheiden. Der Schnitzer der vollplastischen Figuren könnte vom oberrheinischen Meister H. L. ausgebildet worden sein. Der Altar wurde vermutlich in einer Heilbronner Werkstatt gefertigt, die Bemalung des Altars wird aufgrund der Initialen I. K., der Datierung 1523 und der stilistischen Nähe zum Fleiner Veitsaltar im Wesentlichen dem damals in Heilbronn tätigen Jerg Kugler zugeschrieben.

#### Johannesaltar

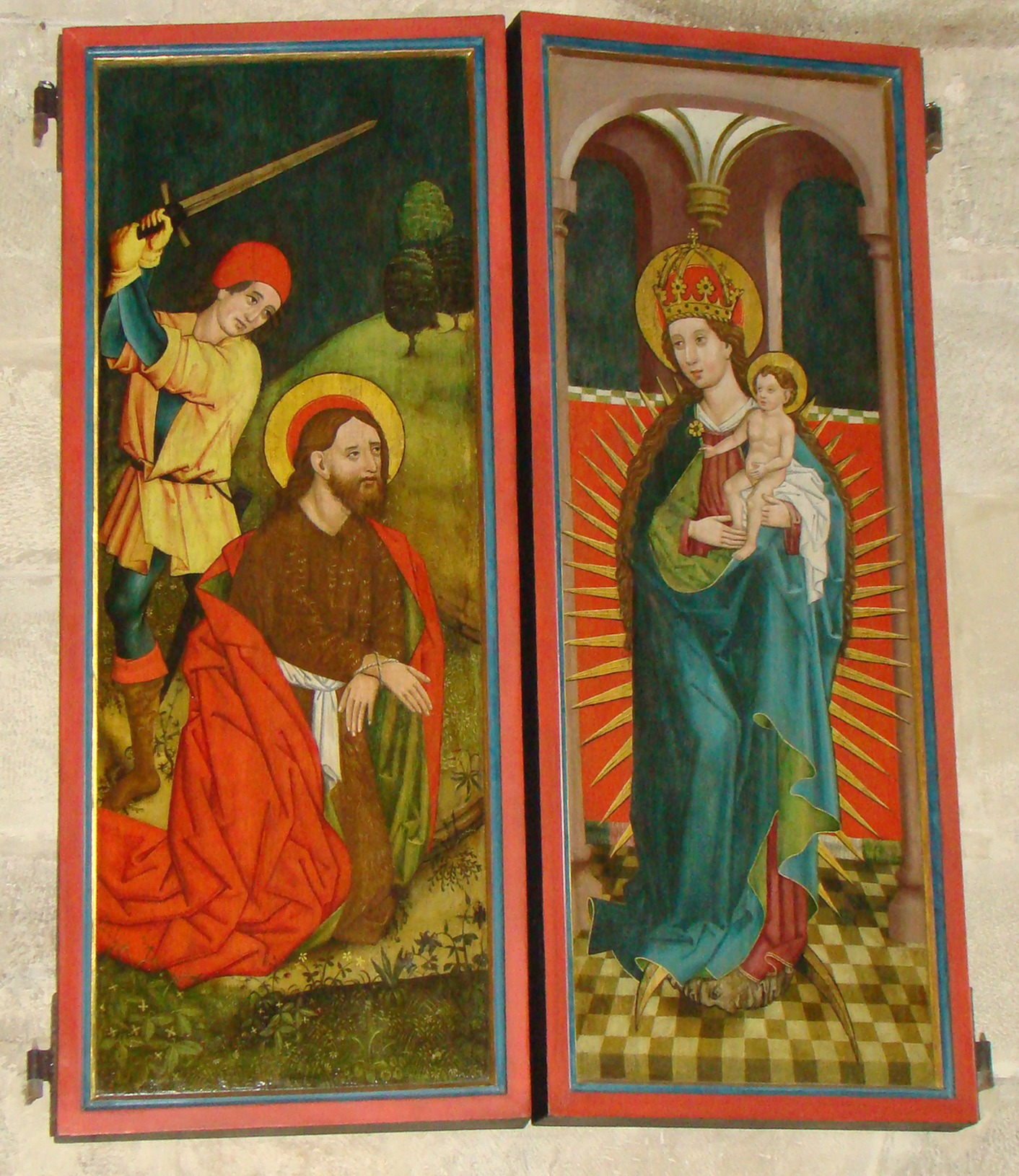
Flügelaußenseiten des Johannesaltars

Der Johannesaltar, von dem sich in Schwaigern nur zwei bemalte Flügel erhalten haben, ist der älteste Altar der Kirche und wird auf das späte 15. Jahrhundert datiert. Das Mittelbild des Altars ist verschollen, und sein einstiges Motiv ist unbekannt. Zwar wird unter den 1496 in der Kirche belegten zehn Altären kein Johannesaltar genannt und könnten die Altartafeln auch von einem anderen Altar stammen, doch geht man aufgrund des Patroziniums des Hl. Johannes davon aus, dass die Tafeln Überreste eines einstigen, dem Kirchenpatron geweihten Hochaltars sind. Der Altar wurde 1962 und 1971 restauriert.
Auf den Außenseiten der Flügel sind die Enthauptung Johannes des Täufers sowie eine apokalyptische Madonna zu sehen. Auf der Flügelseite mit Johannes dem Täufer sind in der ihn umgebenden Landschaft zahlreiche Pflanzen naturalistisch dargestellt. Die auf der Mondsichel stehende Madonna, mit Ringnimbus und Strahlenkranz, ist hingegen in einer Architektur mit Fliesenboden, Säulen und Deckengewölbe abgebildet. Die Innenseiten der Flügel zeigen links die Taufe Jesu, rechts die Heiligen Petrus und Georg mit ihren jeweiligen Attributen: Petrus mit Papstkrone, Buch und Schlüssel, Georg in Rüstung, mit Fahne und Drachen. Die Hintergründe der Tafelinnenseiten sind jeweils einheitlich durch halbhohe Vorhänge mit reichen vegetabilen Mustern gebildet.
Als Eigentümlichkeit des ausführenden unbekannten Malers gelten die strengen geradlinigen Gewandfalten, deren harte Komposition mit der filigranen Wiedergabe der Gewandmuster und Textilstrukturen kontrastiert. Diese Eigentümlichkeit der Gewandbehandlung sowie dieselbe naturalistische Pflanzendarstellung findet sich auch auf zwei im Württembergischen Landesmuseum in Stuttgart verwahrten Altartafeln aus Rottweil, die einem neckarschwäbischen Meister um 1440 zugeschrieben werden. Da die Tafeln in Schwaigern kompositionell versierter ausgeführt sind, kommt für sie ein Maler derselben Herkunft aus etwas späterer Zeit, vielleicht um 1450–60, in Frage.

#### Märtyreraltar
Der Märtyreraltar ist ein Schnitzaltar mit einem Gehäuse aus Fichtenholz, die als Flach- oder Halbrelief ausgeführten Figuren des Schreins und der Flügel wurden aus Lindenholz geschnitzt. Der Mittelschrein ist 174 cm hoch und 123 cm breit. Er zeigt als Halbrelief die Legende um Achatius von Armenien, wonach zum Christentum übergetretene Römer von einem Felsen zu Tode gestürzt wurden. Die Flügelinnenseiten zeigen Halbreliefs von Maria mit dem Jesusknaben und den Evangelisten Johannes. Mittelschrein und Flügelinnenseiten sind oben jeweils mit Rankenbaldachinen verziert. Die Außenseiten der Flügel zeigen als Halbreliefs links Christopherus und rechts Sebastian. Die Innenflügel wiesen einst wohl ähnlich aufwändiges Blattwerk wie der Mittelschrein auf. Auf den Standflügeln sind Halbreliefs von Katharina (links) und Barbara (rechts) zu sehen. Vom einstmals wohl aufwändigeren Gesprenge hat sich im Altarauszug eine als Vollfiguren ausgebildete Kreuzigungsgruppe erhalten. Auf der Predella ist rechts neben einer als Reliefschnitzerei aufgebrachten Anna selbdritt eine kniende Stifterin in derselben Manier dargestellt, an der Fehlstelle links fehlt die korrespondierende Stifterfigur.
Auffällig am Altar ist der Kontrast der bewegten Szene im Mittelschrein, die an ein von Albrecht Dürer mehrfach wiedergegebenes Motiv angelehnt ist, mit den ruhigen Heiligenfiguren der Flügel, wie er ansonsten in der Umgebung nur selten vorkommt. Regional üblich wäre stattdessen ein Kontrast von ruhigen Figuren im Schrein und bewegten Szenen auf den Flügeln, wie er z. B. beim Crispinus-und-Eligius-Altar zu sehen ist. Ebenso außergewöhnlich am Märtyreraltar sind die Halbreliefs auf den Flügelaußenseiten, die ebenfalls keine regionale Entsprechung haben. Lediglich die Standflügel-Reliefs des Altars in der Bonifatiuskirche in Braunsbach kommen ihnen stilistisch nahe. Der Altar kann als Fortführung der Techniken von Niclas Gerhaert van Leyden und Tilman Riemenschneider betrachtet werden und ist daher vermutlich in der Zeit um 1520–25 entstanden.

#### Crispinus-und-Eligius-Altar
Auch der Crispinus-und-Eligius-Altar ist ein Schnitzaltar um 1520. Schrein und Flügel sind aus Fichtenholz, die Figuren aus Lindenholz. Der Crispinus und Eligius gewidmete Altar zeigt auf den Flügeln als Reliefschnitzereien ausgeführte Szenen aus dem Leben der Heiligen: links zwei Gruppenbilder aus der Legende der Brüder Crispinus und Crispinianus (oben das Martyrium der Brüder, unten die Heiligen mit dem für sie charakteristischen Schuh), rechts unten das dem Heiligen Eligius zugesprochene Pferdewunder, darüber eine nicht einwandfrei zu deutende Szene. Die vollplastischen Standfiguren im Mittelfeld sind Jakobus, Erzengel Michael (mit Schwert) und Margarete, die Figuren im Altarauszug stellen den Hl. Martin, den Schmerzensmann und Nikolaus dar. Die Flügelaußenseiten, die Standflügel und die Predellanische des Altars sind leer, trugen aber ursprünglich auch Figurenschmuck. Im Landesmuseum Württemberg in Stuttgart befinden sich drei aus Schwaigern stammende Heiligen-Lindenholzreliefs, die wohl einst Bestandteile der Werktagsseite des Altars waren.

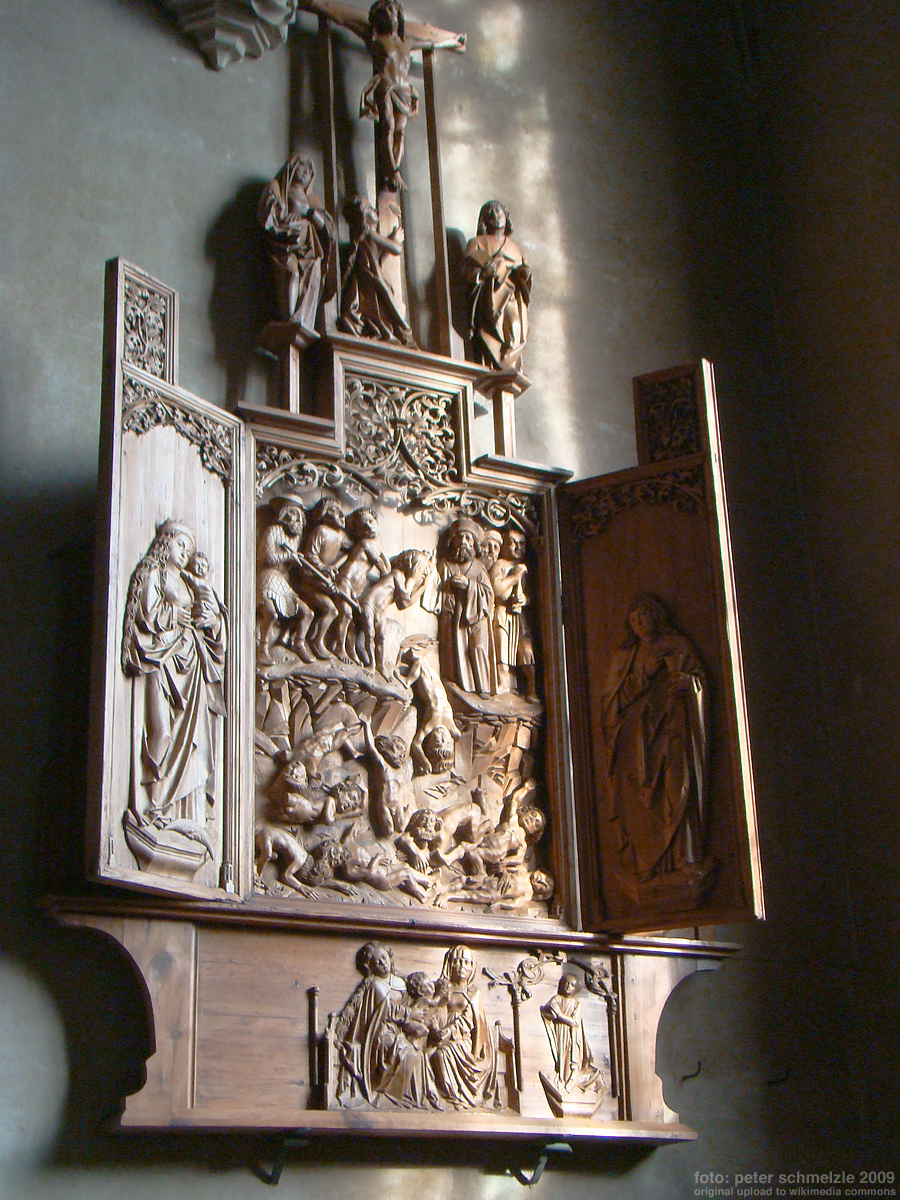
Märtyreraltar
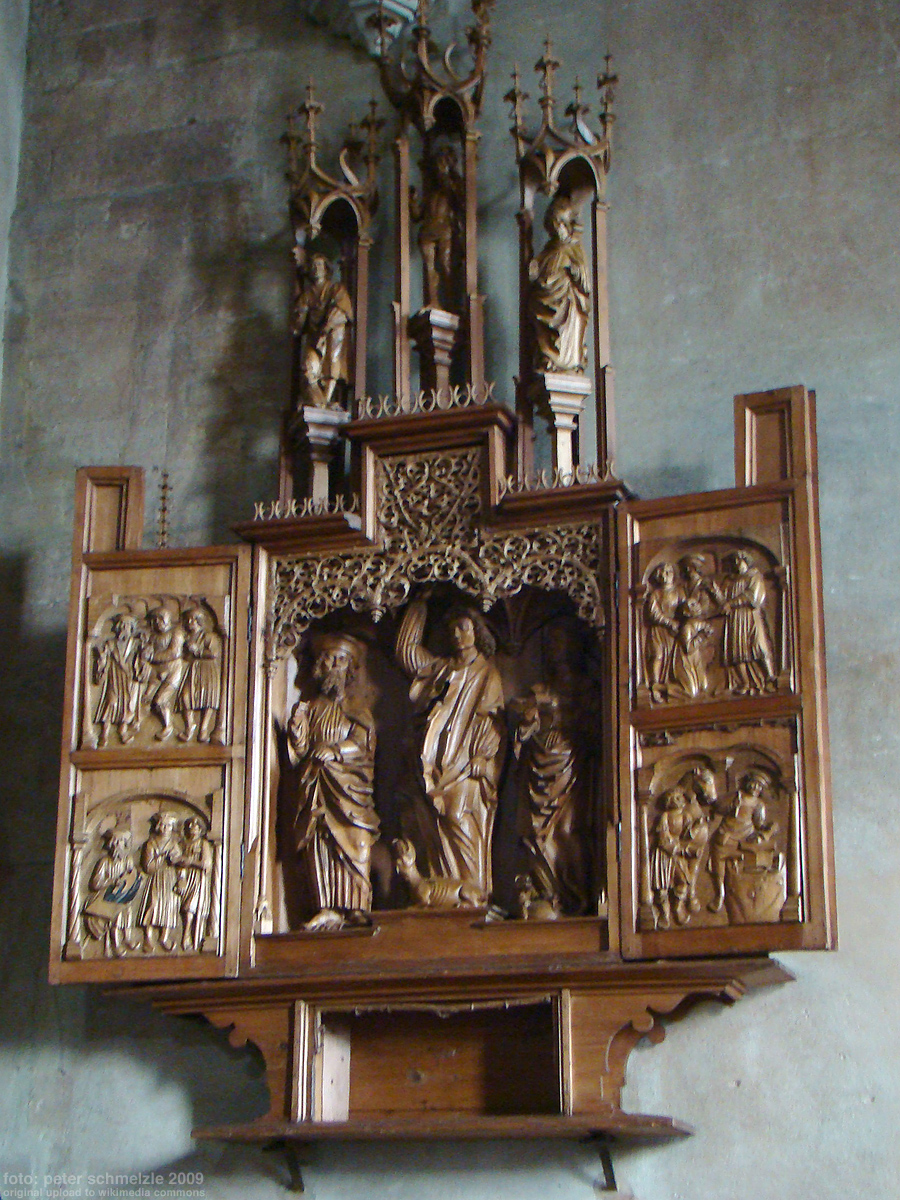
Crispinus-und-Eligius-Altar

### Grabdenkmale

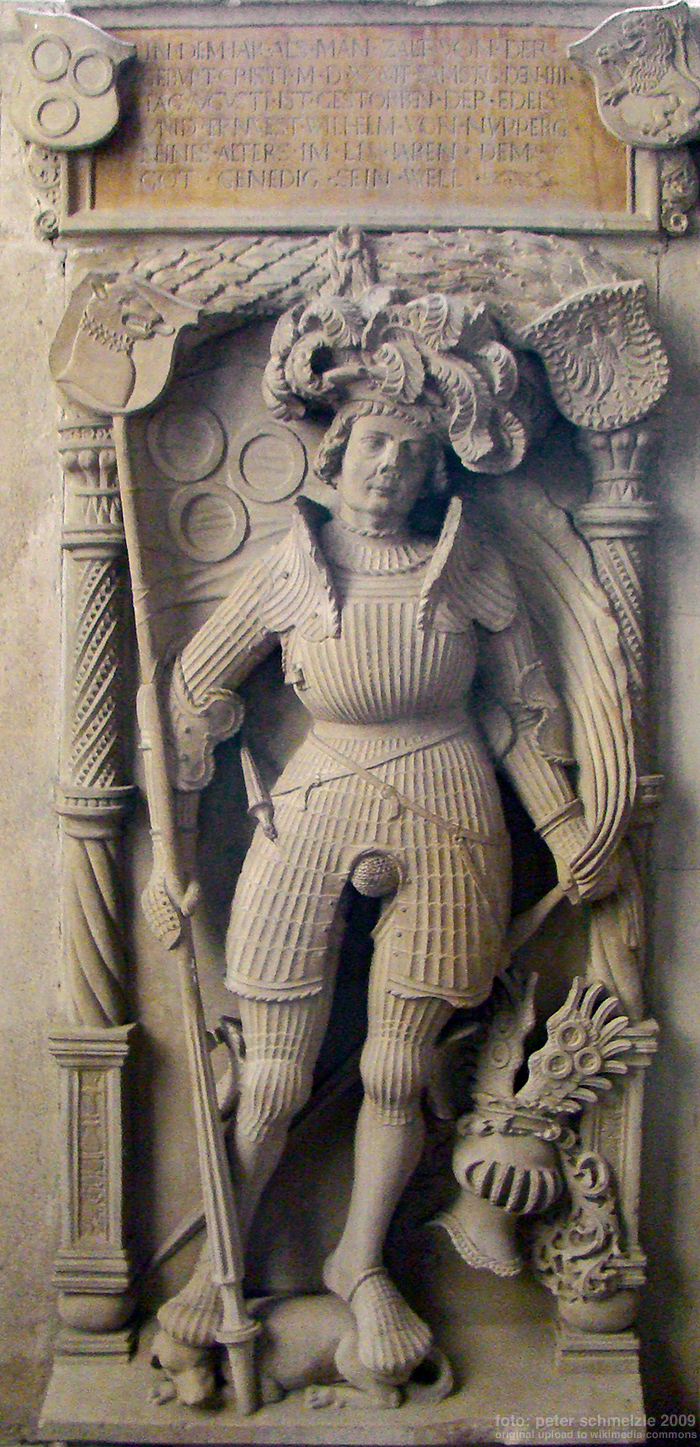
Grabplatte des Georg Wilhelm von Neipperg

In der Kirche sind zahlreiche historische Grabdenkmale der Herren und Grafen von Neipperg und ihrer Verwandten erhalten, unter denen die steinernen Grabplatten des Erbauers der Kirche, Georg Wilhelm von Neipperg, und seiner Gattin Anna Barbara von Schwarzenberg in der mittleren Seitenkapelle der Südwand von besonderer Bedeutung sind. Ältere Literatur schrieb die Grabmale dem Bildhauer Christoph von Urach zu, neuere Literatur mutmaßt über einen unbekannten Heidelberger Meister. Die Personen sind als lebensgroße Reliefplastiken dargestellt. Georg Wilhelm erscheint in lebensnaher Pose als Ritter in Rüstung mit federgeschmücktem Hut und Fahne der Neipperger umgeben von Familien- und Ahnenwappen. Anna Barbara, die Stifterin des Märtyrer-Altars, ist in starrer betender Haltung dargestellt. In ähnlicher Manier sind die Personen in der rechts davon gelegenen Kapellnische abgebildet: Georg Wilhelms Sohn Ludwig von Neipperg, der 1525 den ersten evangelischen Prediger in Schwaigern berief, und seine Gattin Katharina von Stockheim. Insgesamt gibt es in der Kirche etwa 30 historische Grabdenkmäler.

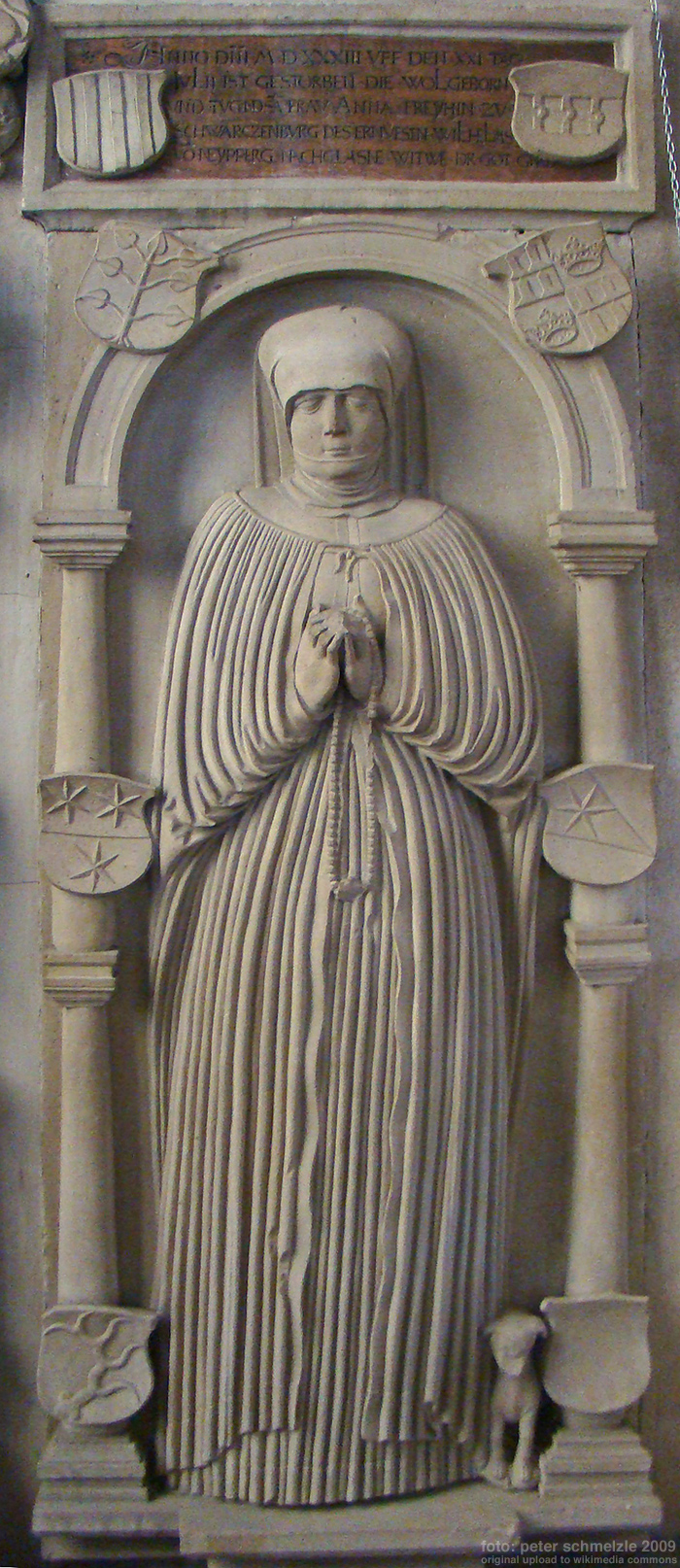
Anna Barbara von Neipperg geb. von Schwarzenberg
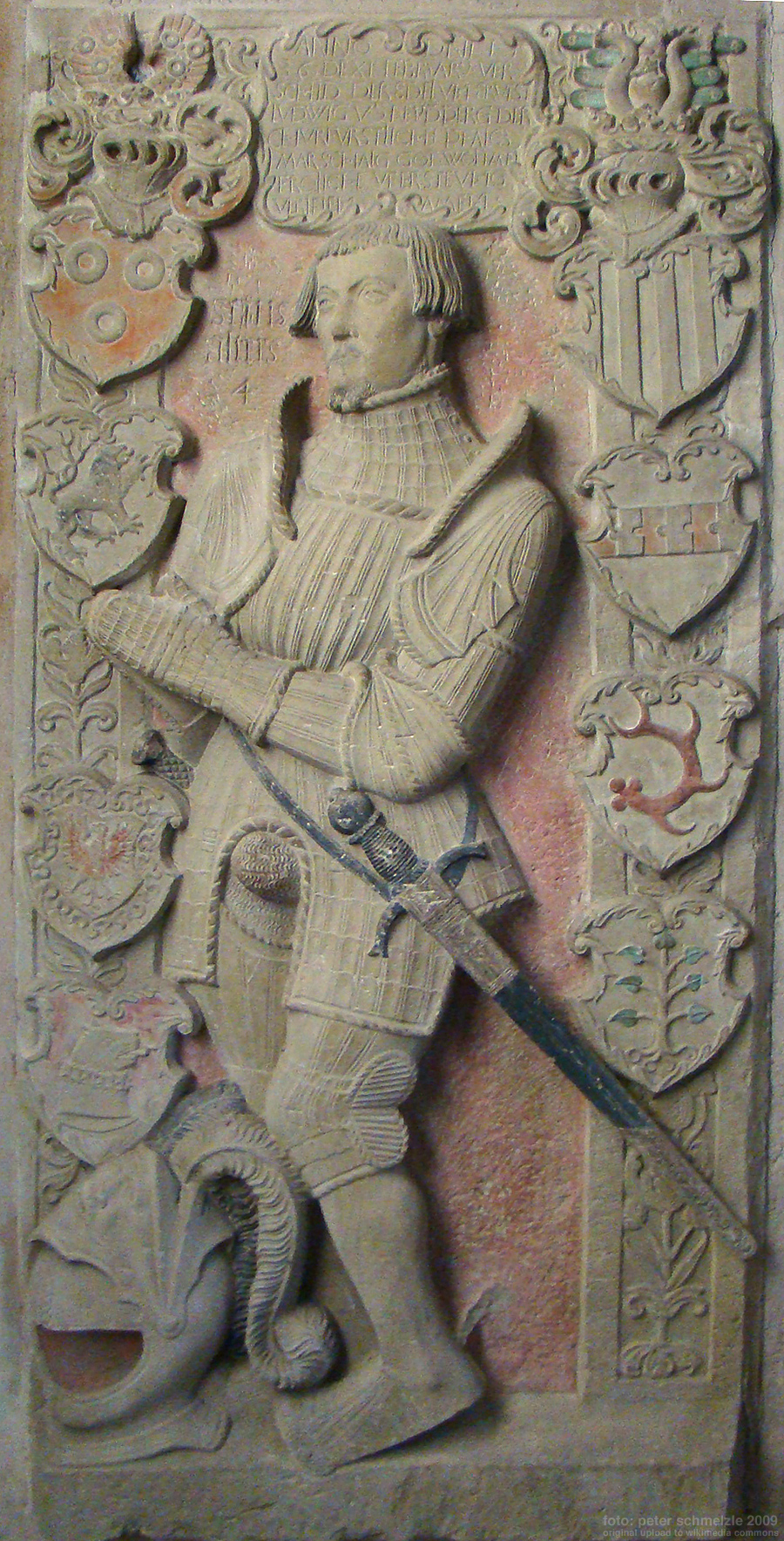
Ludwig von Neipperg
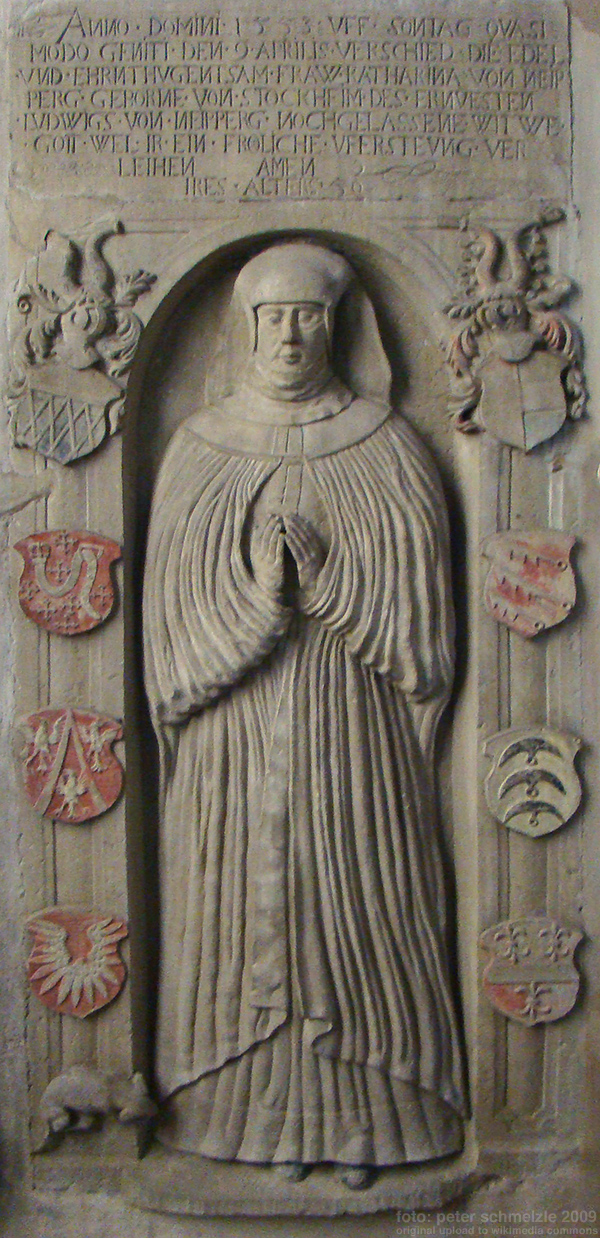
Katharina von Neipperg geb. von Stockheim

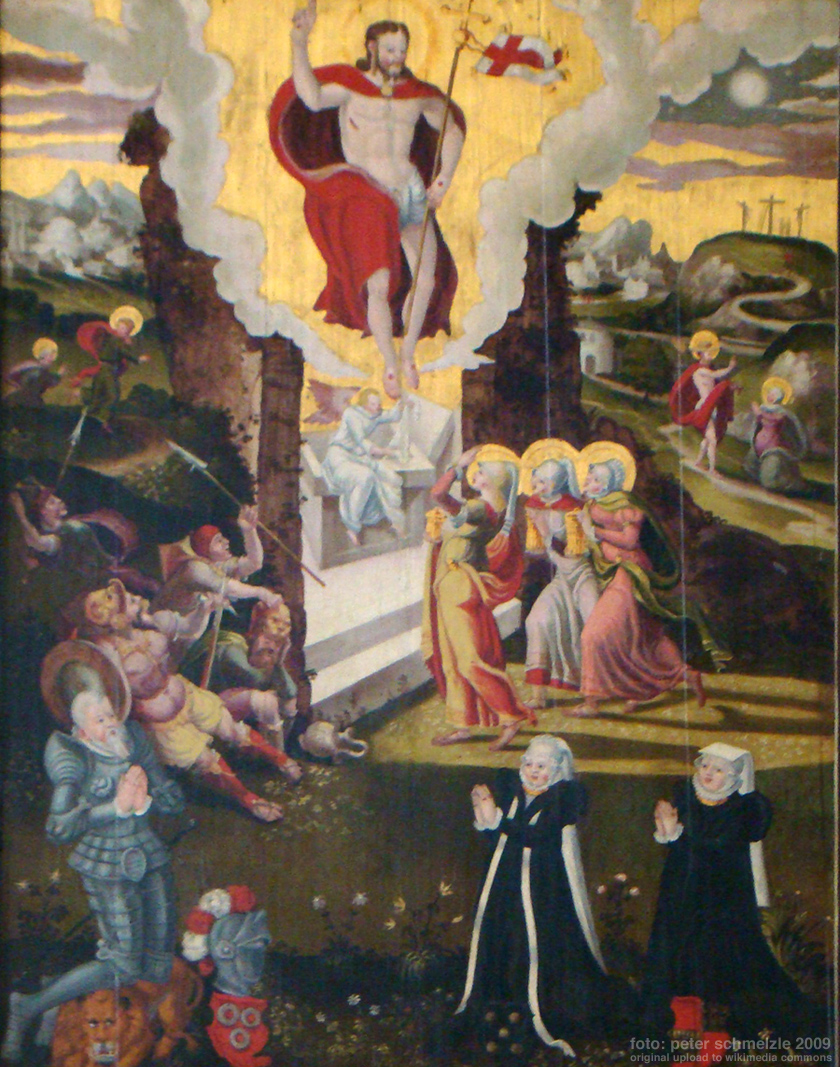
Mittelbild des Epitaphs für Hartmann von Neipperg im Chor

Neben den älteren Steinplatten gibt es im Chor auch jüngere hölzerne Epitaphe, die in schmuckvoller farbiger Bemalung die Verstorbenen in betender Haltung vor meist biblischen Szenen und umgeben von Inschriften zeigen. Die Epitaphe des Hartmann von Neipperg († 1571) sowie des Caspar Nothafft von Hohenberg, der mit einer Neippergerin verheiratet war, zeigen in zeittypischer Manier im Mittelbild die Verstorbenen mit ihren Gattinnen in betender Haltung vor dem Auferstandenen. Die Mittelbilder der Epitaphe werden seitlich von Säulen mit den Wappen der Ahnenreihe gerahmt. Im Chor sind weitere Epitaphe einer 1630 verstorbenen Neippergerin sowie eines Grafen Schenk von Waldstetten angebracht. Das jüngste Epitaph ist von 1734. 

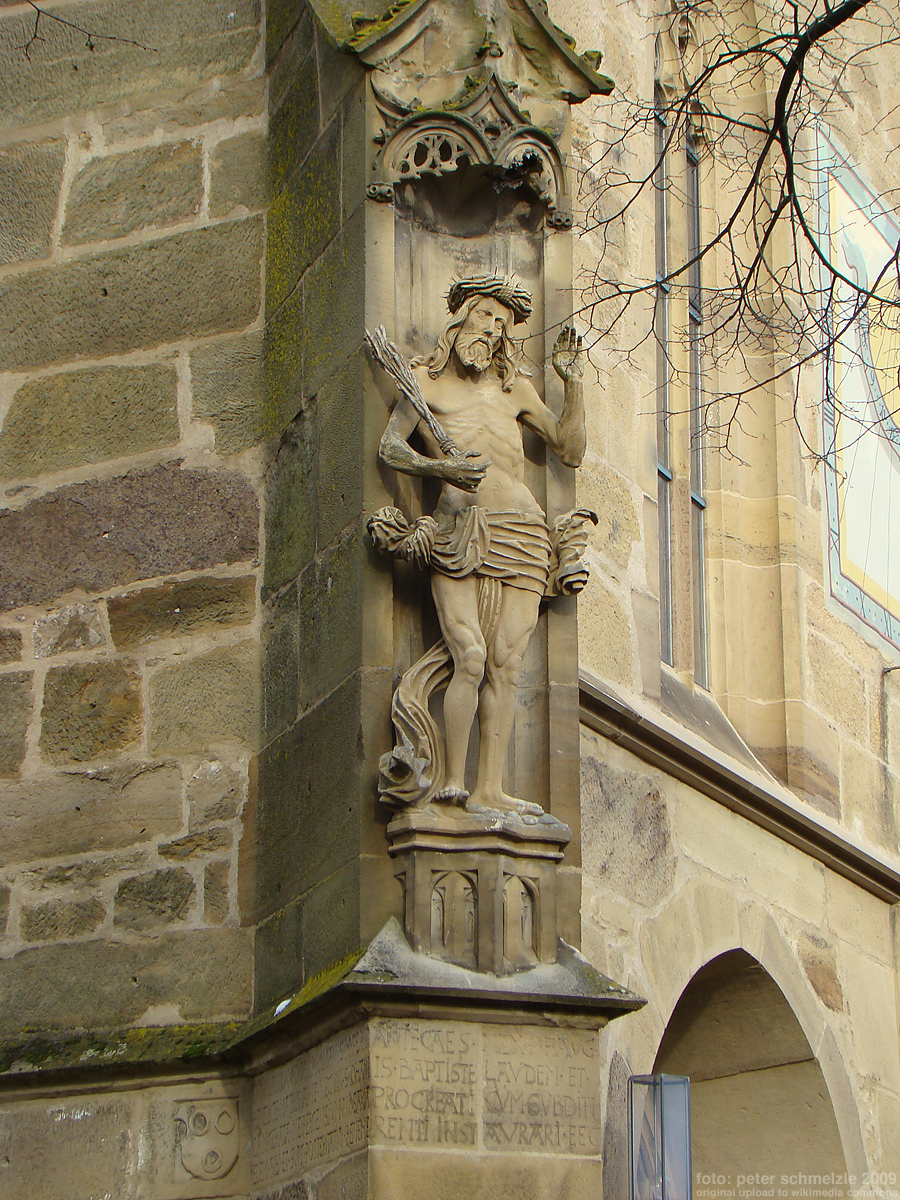
Schmerzensmann

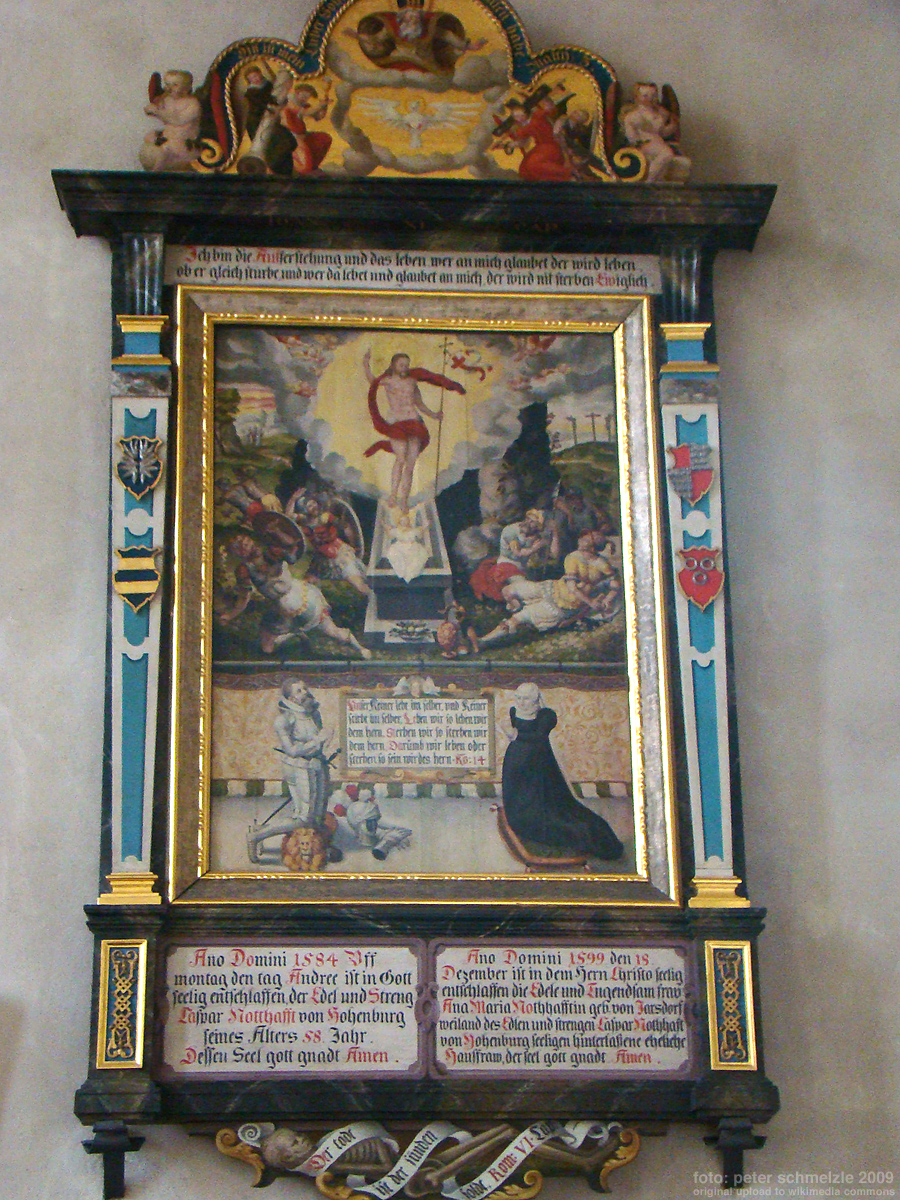
Nothafft-Epitaph
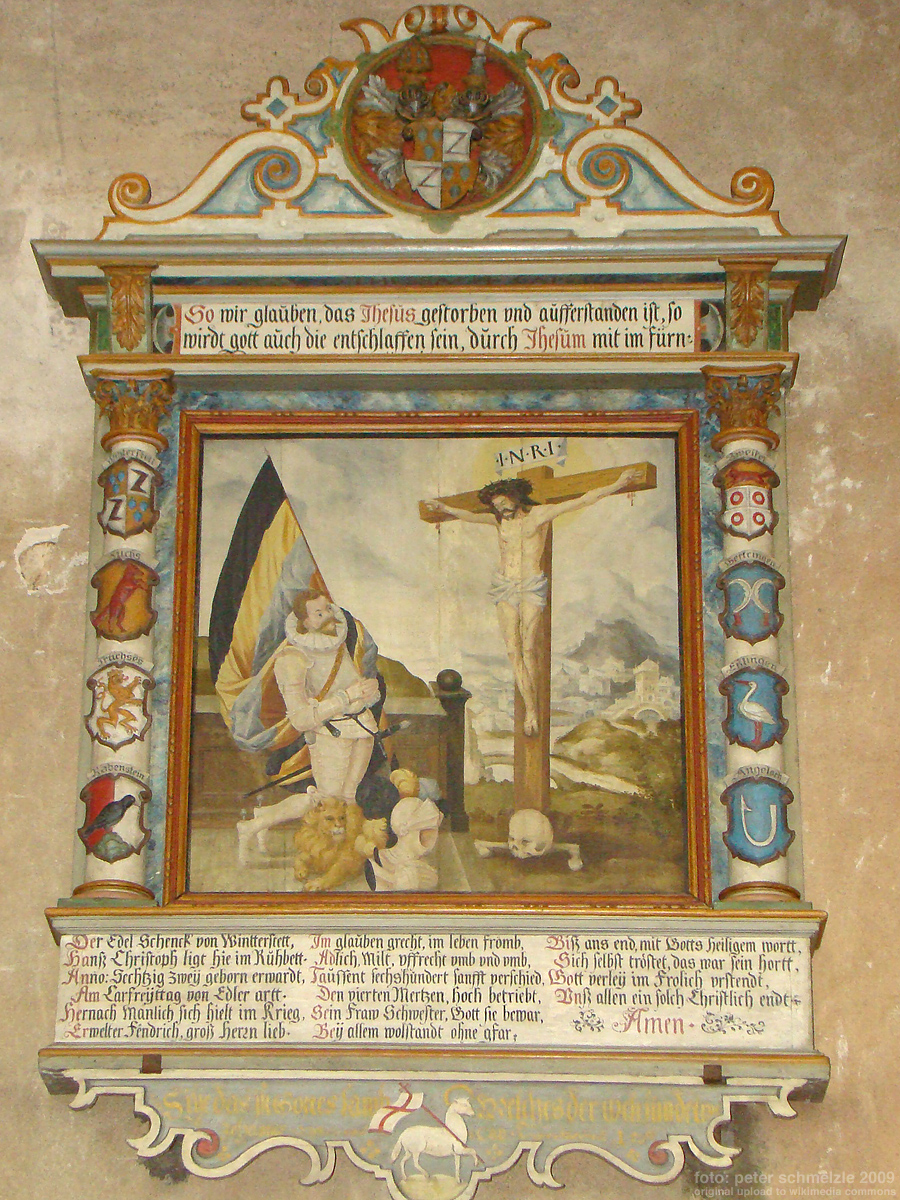
Schenken-Epitaph
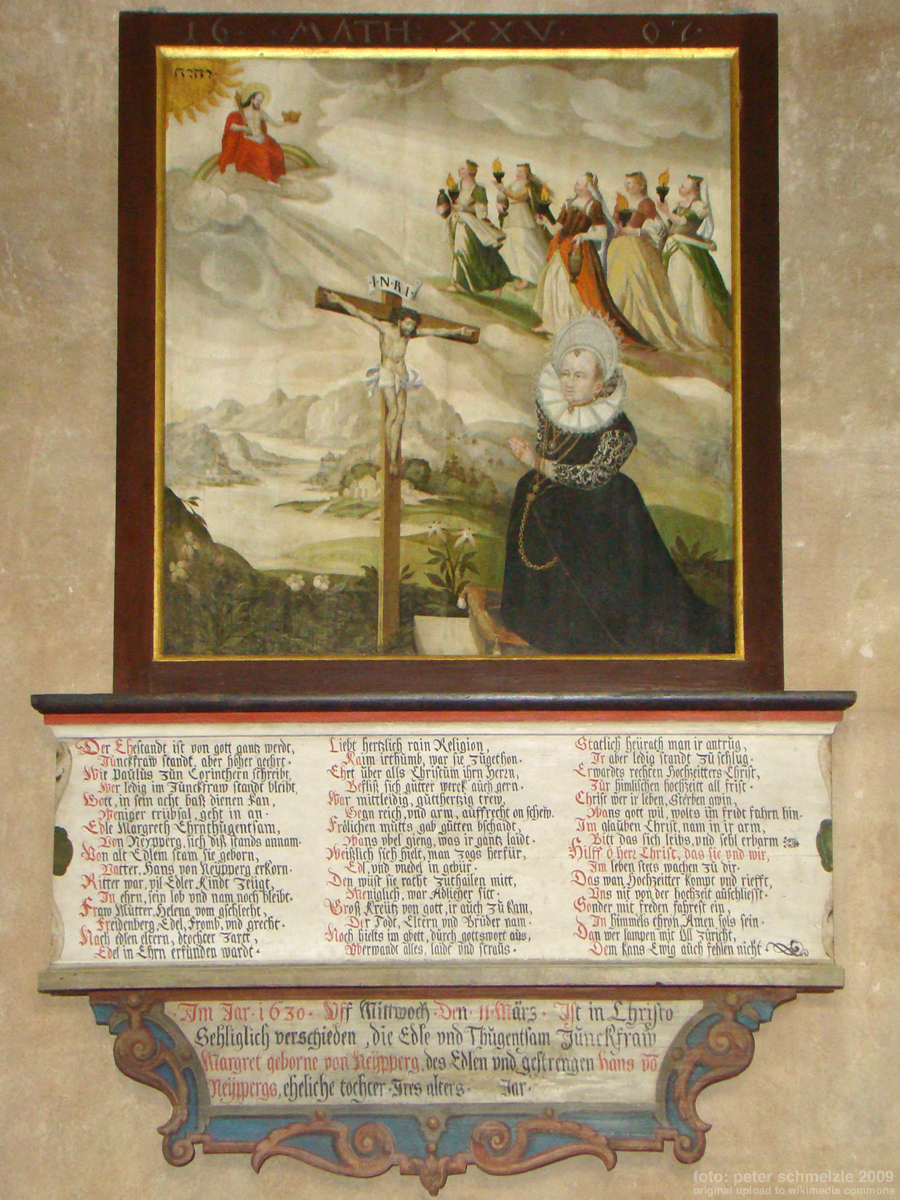
Epitaph Margret von Neipperg († 1630)

### Schmerzensmann
Außen an der Südwestecke der Kirche befindet sich ein Schmerzensmann, eine überlebensgroße Steinplastik von Jesus mit Lendentuch, Dornenkrone, Wundmalen und von Schmerz gezeichnetem Gesicht. Die Figur wird von einem schmuckvollen Baldachin bekrönt und steht in einer Stützpfeilernische auf einem Sockel, der die Bauinschrift der Kirche von 1514 trägt. Die heute außen aufgestellte Schmerzensmann-Figur ist eine um fehlende Teile ergänzte Kopie der Originalfigur von 1520, die zum Schutz vor fortschreitender Verwitterung 1978 ins Kircheninnere versetzt wurde. Die Originalfigur hatte schon seit längerem keine Arme und Hände mehr. Die ursprüngliche Gestik ist auf einer Zeichnung von 1748 zu erkennen und weicht wohl von der Armstellung der Rekonstruktion ab.

### Orgel

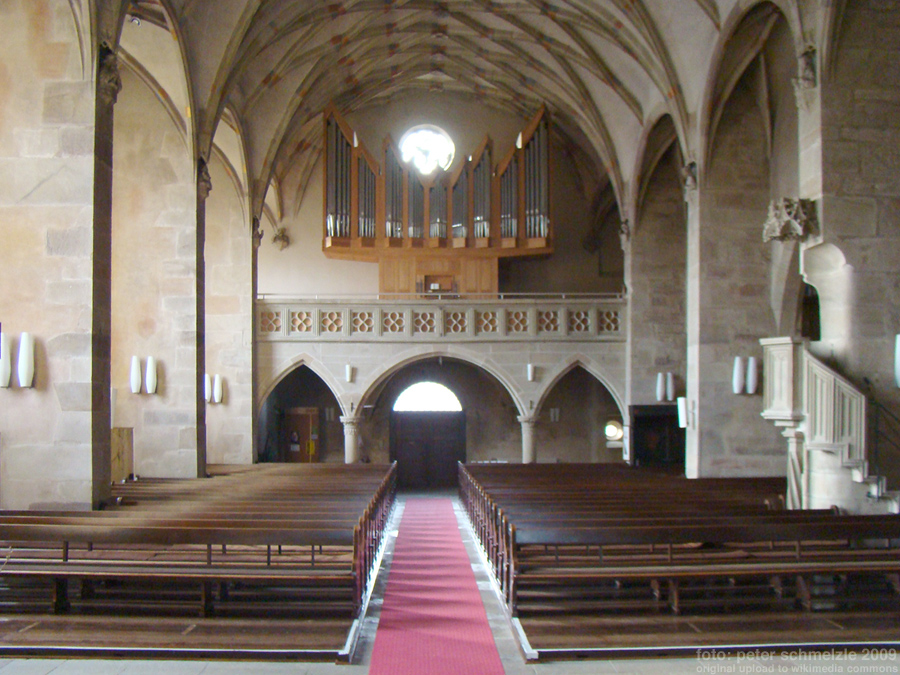
Blick auf die Orgel

Die Orgel wurde 1984 von der Orgelbaufirma Rensch (Lauffen a.N.) erbaut und im Jahre 2015 umfassend restauriert. Das Schleifladen-Instrument hat 34 Register auf zwei Manualwerken und Pedal. Das erste Manual dient als Koppelmanual, an das lediglich das Schwellwerk permanent angehängt ist. Mittels einer Manualschiebekoppel lässt sich das Hauptwerk abkoppeln. Die Spiel- und Registertrakturen sind mechanisch.
| II Hauptwerk C–g3 |             |        |
| 1.                | Bourdon     | 16′    |
| 2.                | Principal   | 8′     |
| 3.                | Rohrflöte   | 8′     |
| 4.                | Gambe       | 8′     |
| 5.                | Octave      | 4′     |
| 6.                | Spitzflöte  | 4′     |
| 7.                | Quinte      | 2 ⁄3′  |
| 8.                | Superoctave | 2′     |
| 9.                | Terz        | 1 3⁄5′ |
| 10.               | Hohlflöte   | 1′     |
| 11.               | Mixtur IV-V | 1 ⁄3′  |
| 12.               | Cornet V    |        |
| 13.               | Trompete    | 8′     |
|                   | Tremulant   |        |

| III Schwellwerk C–g3 |                  |       |
| 14.                  | Principal        | 8′    |
| 15.                  | Gedeckt          | 8′    |
| 16.                  | Salicional       | 8′    |
| 17.                  | Unda maris       | 8′    |
| 18.                  | Octave           | 4′    |
| 19.                  | Flûte harmonique | 4′    |
| 20.                  | Sesquialter II   |       |
| 21.                  | Feldflöte        | 2′    |
| 22.                  | Sifflöte         | 1 ⁄3′ |
| 23.                  | Mixtur V         | 2′    |
| 24.                  | Dulcian          | 16′   |
| 25.                  | Oboe             | 8′    |
|                      | Tremulant        |       |

| Pedalwerk C-f1 |              |        |
| 26.            | Subbaß       | 16′    |
| 27.            | Octavbaß     | 8′     |
| 28.            | Gemshorn     | 8′     |
| 29.            | Offenquinte  | 5 1⁄3′ |
| 30.            | Nachthorn    | 4′     |
| 31.            | Choralbaß II | 4′+2′  |
| 32.            | Posaune      | 16′    |
| 33.            | Trompete     | 8′     |
| 34.            | Clairon      | 4′     |

- Koppeln: II/I, II/P, III/P

### Glocken
Im Kirchturm hängt ein fünfstimmiges Glockengeläut mit vier von der Glockengießerei Bachert 1949 gegossenen Glocken und einer historischen Glocke, die 1503 von Bernhart Lachaman (dem Älteren oder dem Jüngeren), Heilbronn, gegossen wurde.
| Glocke | Name                     | Gussjahr | Gewicht | Durchmesser | Schlagton | Inschrift                                                                                                |
| ------ | ------------------------ | -------- | ------- | ----------- | --------- | --- |
| 1      | Erlöserglocke            | 1949     | 2500 kg | 1580 mm     | c′        | JESUS CHRISTUS GESTERN UND HEUTE UND DERSELBE AUCH IN EWIGKEIT + O LAND, LAND, LAND, HÖRE DES HERRN WORT |
| 2      | Totenglocke              | 1503     | 1400 kg | 1290 mm     | e′        | + OSANNA HEIS ICH IN VNSER FRAEN ER LEVT ICH + BERNHART LACHAMAN GOS MICH 1508                           |
| 3      | Vaterunser-Glocke        | 1949     | 950 kg  | 1020 mm     | g′        | DEIN IST DAS REICH UND DIE KRAFT UND DIE HERRLICHKEIT IN EWIGKEIT                                        |
| 4      | Gloria- und Paulusglocke | 1949     | 0550 kg | 920 mm      | a′        | WACHET, STEHET IM GLAUBEN, SEID MÄNNLICH UND SEID STARK                                                  |
| 5      | Taufglocke               | 1949     | 0250 kg | 750 mm      | c″        | ICH BIN DER WEINSTOCK, IHR SEID DIE REBEN                                                                |